# Дуб бургундський (Берегове)
Дуб бургундський — ботанічна пам'ятка природи місцевого значення. Об'єкт розташований на території м. Берегового Закарпатської області, парк міськлікарні, вул. Ліннера, 2.
Площа — 0,02 га, статус отриманий у 1969 році.
Охороняється два екземпляри дуба бургундського віком 600 років. Знаходиться на території парку-пам'ятки садово-паркового мистецтва "Парк відпочинку"